# خوان سیلوا (بازیکن فوتبال، زاده ۱۹۴۸)
خوان سیلوا (اسپانیایی: Juan Silva‎؛ زادهٔ ۳۰ اوت ۱۹۴۸) بازیکن فوتبال اهل اروگوئه بود.
از باشگاه‌هایی که در آن بازی کرده‌است می‌توان به باشگاه فوتبال پنیارول اشاره کرد.
وی همچنین در تیم ملی فوتبال اروگوئه بازی کرده‌است.